# 蠟畫

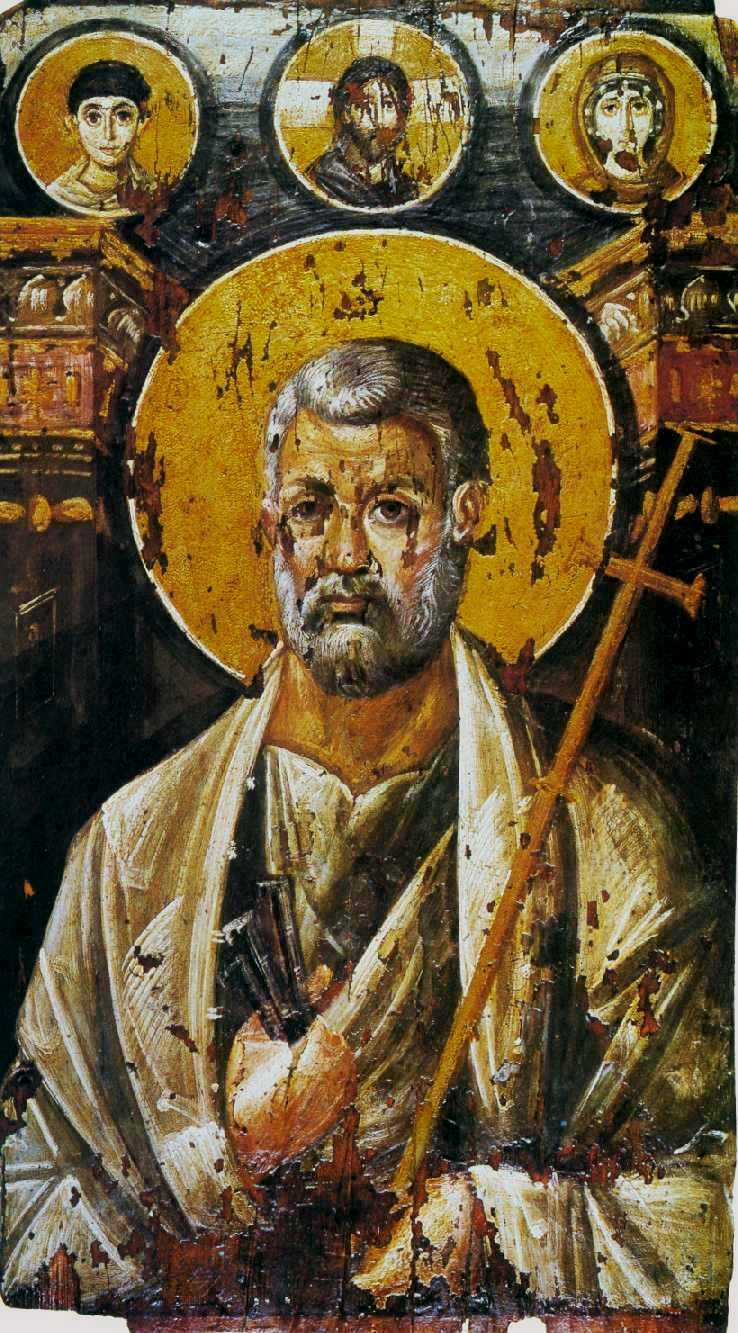
公元六世紀的熱蠟聖像畫，聖凱瑟琳修道院，埃及

蠟畫（Encaustic painting），又稱作熱蠟畫（ hot wax painting），是指以摻入顏料的加熱蠟質媒材來作畫的繪畫形式。熔融的媒材施於依托材料的表面，依托材料通常是預製木材，有時會使用畫布和其它材料。最簡單的蠟質媒材可能是將顏料添至蠟中來製作，不過大部分的配方通常是由蜂蠟和丹瑪樹脂（damar resin）組成，可能還有其它成分，在著色方面可用乾燥的粉狀顏料，也有藝術家用有色蠟、墨水、油畫等著色方式。
當媒材冷卻時，可用金屬工具和特殊刷子對其塑造。另外，加熱的金屬工具，包括抹刀、刀具和刮刀，也可在媒材在表面冷卻後對其進行處理。此外，蠟畫藝術家使用加熱燈、點火器、熱槍和其它加熱方法來熔化和粘合媒材。由於蠟質媒材具有熱可塑性，所以也可以被雕塑。或者也可以將材料包裹、拼貼或分層到媒材中。
1769年，在英國陶器上發現了一種與蠟完全不相關的「蠟畫」技術，由約書亞·威治伍德發現並為其申請了專利，這是一種用於模仿古希臘瓶畫，由化妝土和釉上彩「琺瑯」顏料組成的混合物，並經過了輕度的二次燒製。容器通常是黑色的，會塗上紅色人物畫。這項技術後來被其它英國陶瓷廠複製。彩瓦（Encaustic tile）並未上色，而是有效地鑲嵌了對比色的粘土以形成多彩圖騰。

## 歷史

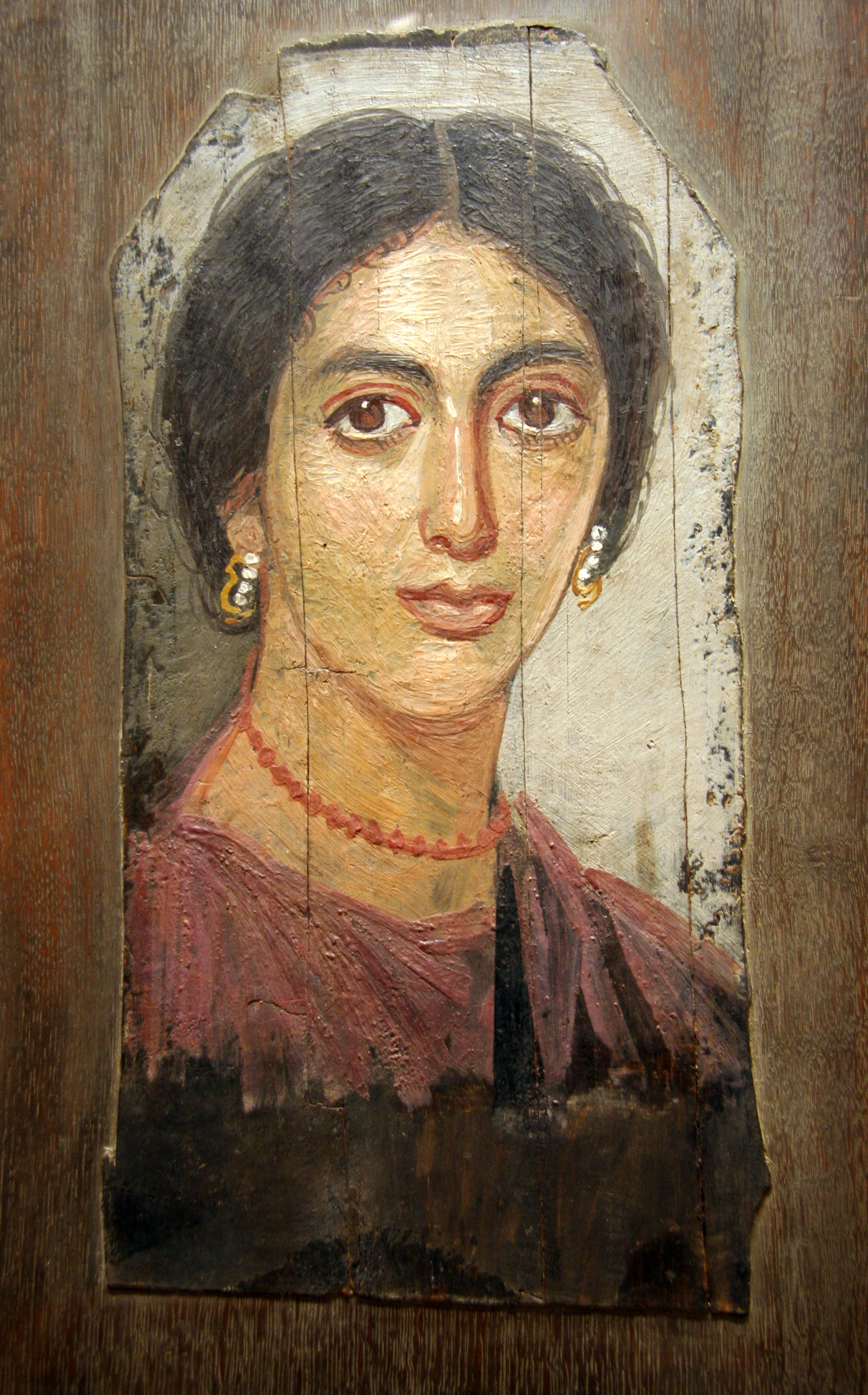
法尤姆木乃伊肖像畫

西元1世紀，羅馬學者老普林尼在《博物志》中描述了蠟畫技法。現存最古老的蠟畫木板畫是埃及羅馬時期的法尤姆木乃伊肖像，大約在西元100-300年左右，這在古希臘和羅馬繪畫中十分普遍。蠟畫在早期拜占庭聖像畫中仍持續被使用，但被西方教會所遺棄。
Kut Kut是菲律賓的一種失傳藝術，採用了灰泥刮彩畫（sgraffito）和蠟畫技巧。薩馬島的土著部落大約在1600年到1800年間實踐這種藝術。墨西哥壁畫運動的藝術家有時會使用蠟畫，如迭戈·里韋拉、費爾南多·萊爾（Fernando Leal）和讓·查洛（Jean Charlot）。比利時藝術家詹姆斯·恩索爾也嘗試了蠟畫。

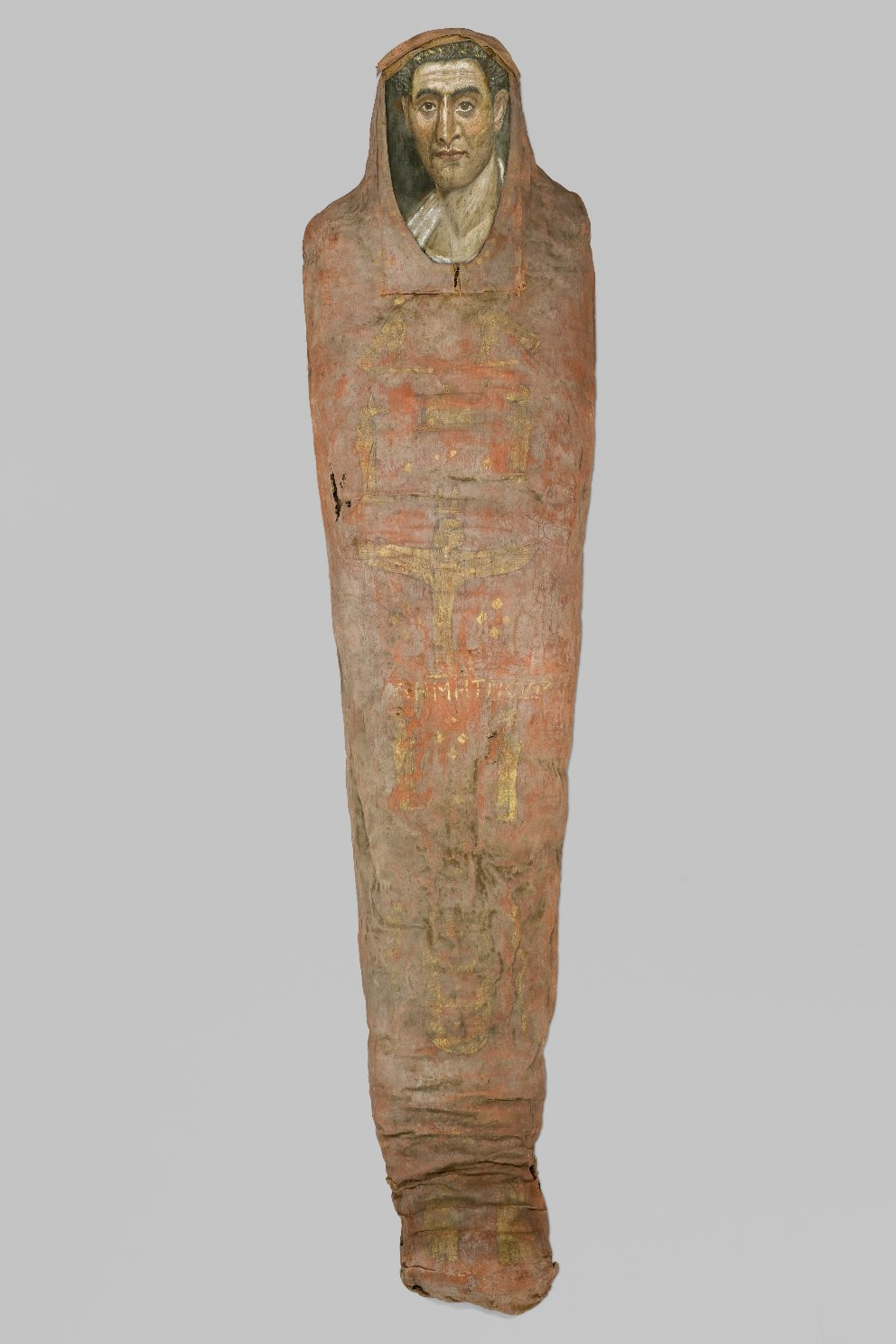
德米特里奥斯木乃伊（The Mummy of Demetrios），西元95-100年，布鲁克林博物馆藏

20世紀，保羅·克利和瓦西里·康定斯基在包浩斯學校的學生弗里茨·法斯（1905 - 1981）與漢斯·施密德博士（Dr. Hans Schmid）一起重新發現了蠟畫中所謂古迦太基蠟（Punic wax）的技術。法斯持有兩項製備蠟畫用蠟的德國專利。其中一項專利提到一種處理蜂蠟的方法，連續三次將蠟在海水和蘇打溶液中煮沸，使蜂蠟的熔點從60℃提高到100℃（140至212°F），由此產生的硬蠟與古希臘著作中所提到的古迦太基蠟相同 。  
蠟畫藝術在1990年代後再度流行起來，藝術家們在不同的依托材料表面像是卡片、紙張，甚至是陶器上使用電熨斗、電爐和加熱針。熨斗使製作各種藝術圖案變得容易。這種媒材不僅限於簡單的設計；它就像油畫和壓克力畫等其它媒材一樣，也可用於創作複雜的畫作。雖然在技術上不好掌握，但對當代藝術家來說，這種媒材的立體感和鮮豔色彩充滿吸引力。

## 註記
1. 1 2 3  . Encaustic Art Institute.   [2022-12-10]. （原始内容存档于2017-07-14）.
2. ↑  . Victoria and Albert Museum: Explore the Collections.   [2022-11-30]. （原始内容存档于2022-11-30） （英语）.
3. ↑  Doxiadis 1995，第193頁.
4. ↑  . ABS-CBN News. 5 March 2008  [2016-06-09]. （原始内容存档于2022-12-10）.
5. ↑  Reams, Maxine. . Los Angeles Times. October 19, 1952: G14.
6. ↑  . Los Angeles Times. February 3, 1952: D6.

## 延伸閱讀
- Déneux, Gabriel. La Peinture à l'Encaustique （页面存档备份，存于）, Paris: Imprimerie de La société de typographie, 1890.
- Gottsegen, Mark David (2006). Painter's Handbook: Revised and Expanded (Revised, Expanded ed.). New York: Watson-Guptill. p. 60. ISBN 978-0-8230-3496-3ISBN 978-0-8230-3496-3.
- Hildebrandt, Hans. "Fritz Faiss" Kunst der Nation, 1933
- Hüttemann-Holz, Birgit. . San Francisko, USA: Blurb Inc. 2013  [2022-12-10]. （原始内容存档于2015-02-20）.
- Mattera, Joanne. . Watson-Guptill Publications. 2001: 22. ISBN 978-0-8230-0283-2.
- Mayer, Ralph; Sheehan, Steven. . Viking. 1991. ISBN 978-0-670-83701-4.
- Rankin, Lissa. . Watson-Guptill Publications. 2010. ISBN 978-0-8230-9928-3.
- Reams, Maxine. "Unique Wax Paintings by Immigrant Artist should Endure 10,000 Years." Los Angeles Times, Oct. 19, 1952

## 外部連結
- All Things Encaustic （页面存档备份，存于）
- Early Icons from St. Catherine's, The Sinai Archive.today的存檔，存档日期2012-12-05
- Encaustic Art Today （页面存档备份，存于）